# Bohdan Świderski (geolog)

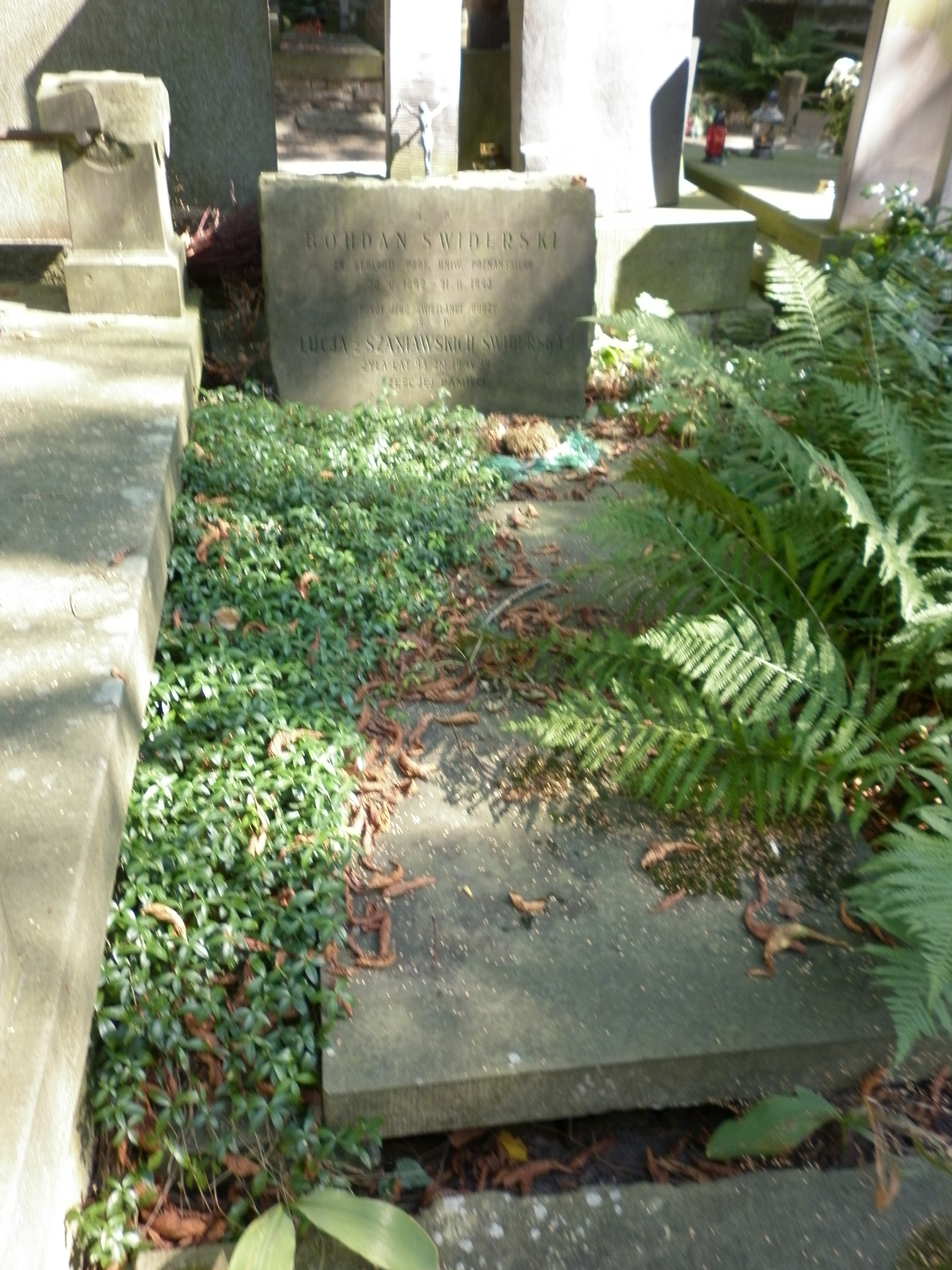
Grób geologa Bohdana Świderskiego na cmentarzu Powązkowskim w Warszawie

Bohdan Szczęsny Świderski (ur. 18 maja?/30 maja 1892 w Kamieńcu Podolskim, zm. 21 lutego 1943 w Warszawie) – polski geolog.

## Życiorys
Urodził się w rodzinie Zdzisława i Łucji z Szaniawskich (zm. 1959). Ukończył gimnazjum realne im. Staszica w Warszawie (1910), a następnie studiował geologię u jednego z czołowych tektoników europejskich, współtwórcy teorii płaszczowinowej budowy Alp i Tatr Maurice Lugeona. Studia zakończone doktoratem z nauk przyrodniczych i geologii u Lugeona w 1917 odbył na kilku uczelniach (Fryburg, Genewa, Lozanna) w Szwajcarii, tam też pracował po studiach. Prowadził badania geologiczne współpracując ze Szwajcarską Komisją Geologiczną.
W 1918 powrócił do Polski i podjął pracę w tworzonym Państwowym Instytucie Geologicznym (PIG) w Warszawie, z którym, z krótkimi przerwami, był związany do końca życia. Do 1922 pracował w Państwowym Urzędzie Naftowym. Do 1930 pełnił kierownicze funkcje w obsłudze geologicznej koncernu naftowego Standard Nobel, nadal współpracując z PIG, a w latach 1936–1938 kierując w PIG-u Wydziałem Kartografii.
W 1928 habilitował się u profesora Jana Nowaka na Uniwersytecie Jagiellońskim, gdzie podjął wykłady z zakresu geologii regionalnej i tektoniki, organizując specjalne obozy kartograficzne w Karpatach. Jako profesor tytularny UJ został mianowany profesorem nadzwyczajnym geologii i paleontologii na Wydziale Matematyczno-Przyrodniczym Uniwersytetu Poznańskiego z dniem 27 września 1938. Została mu tam powierzona katedra geologii. Głównym przedmiotem badań Świderskiego była tektonika Alp i Karpat, zarówno Tatr jak i Karpat fliszowych. Autor ponad 50 opublikowanych prac.
Po wybuchu II wojny światowej i zamknięciu uczelni poznańskiej, powrócił do Warszawy. W okresie 1940–1942 był więziony w niemieckim obozie Auschwitz-Birkenau. Zwolniony w 1942, odmówił współpracy z niemiecką służbą geologiczną w Generalnym Gubernatorstwie.
W lutym 1943 zmarł nagle na udar mózgu. Pochowany na cmentarzu Powązkowskim (kwatera 46-2-26).

## Upamiętnienie
Od 2003 przyznaje się międzynarodową nagrodę im. Bohdana Świderskiego za publikacje geologiczne.